# Kvarteret Yggdrasil

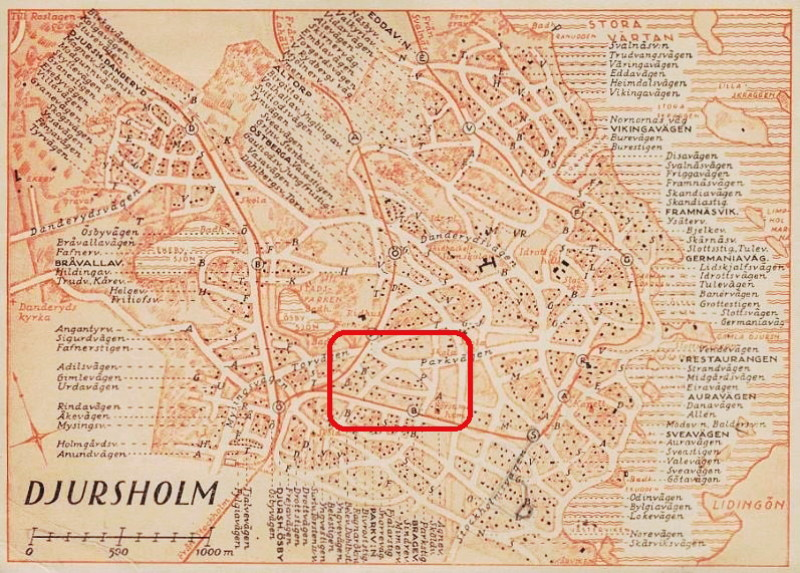
Kvarteret Yggdrasils läge i Djursholm, 1920-tal.

Kvarteret Yggdrasil ligger i mellersta Djursholm i Danderyds kommun. Kvarteret omges av Belevägen, Parkstigen och Agnevägen. Här finns sju villor från slutet av 1910-talet som ritades av arkitekt Ture Ryberg. Samtliga klassificerades år 2013 av kommunen som ”omistliga” eller ”värdefulla”. Enligt Stockholms läns museum utgör de välbevarade villorna och trädgårdstomterna i kvarteret Yggdrasil en viktig del av svensk arkitekturhistoria.

## Beskrivning
Området ligger sydost om Ösbysjön, är något kuperat och var tidigare jordbruksmark. Strax söder om kvarteret gick Djursholmsbanan (nedlagd 1976). År 1916 utlystes en arkitekttävling till bebyggande av kvarteret, som Ture Ryberg vann. Även arkitekt Sven Markelius deltog och fick 3:e pris.
Huvudbyggnaderna i Yggdrasil 1-7 uppfördes under första världskriget mellan 1916 och 1918 efter Rybergs ritningar. Idag består kvarteret Yggdrasil av nio bebyggda och en obebyggd fastighet. Bebyggelsen på fastigheterna Yggdrasil 8 och 10 kom till 1933 respektive 1952. Även villan från 1933 i Yggdrasil 8 ritades av Ryberg, dock då i tidens stilrena funktionalism. Han tog därmed avstånd från sina tidigare "ungdomssynder" i kvarteret.
De sju av Ryberg ritade villorna från 1910-talets slut utformades med det för tiden nya klassicistiska formspråket, men också med förankring i 1700-talets svenska herrgårdar. För att erhålla en stor och solig tomt framför villorna är sex av dessa förlagda längs Agnevägen och så nära tomternas nordgräns som möjligt. Därifrån sluttar marken ner mot Parkstigen, varifrån den sjunde villan nås. Gemensam för villorna i Yggdrasil 1-7 är att dessa gestaltades som 1½ plans byggnader med brutet sadeltak, där takens  takfall är svängda inåt. Husens längd varierar mellan tre och sex fönsteraxlar. Fönstersättningen är symmetrisk. Fasaderna är putsade och avfärgade i gul respektive varmockra kulör. Bebyggelsen i kvarteret Yggdrasil räknas som Djursholms första grupphusområde.

## Yggdrasil 1-7
I parentes anges kommunens klassificering från 2013.

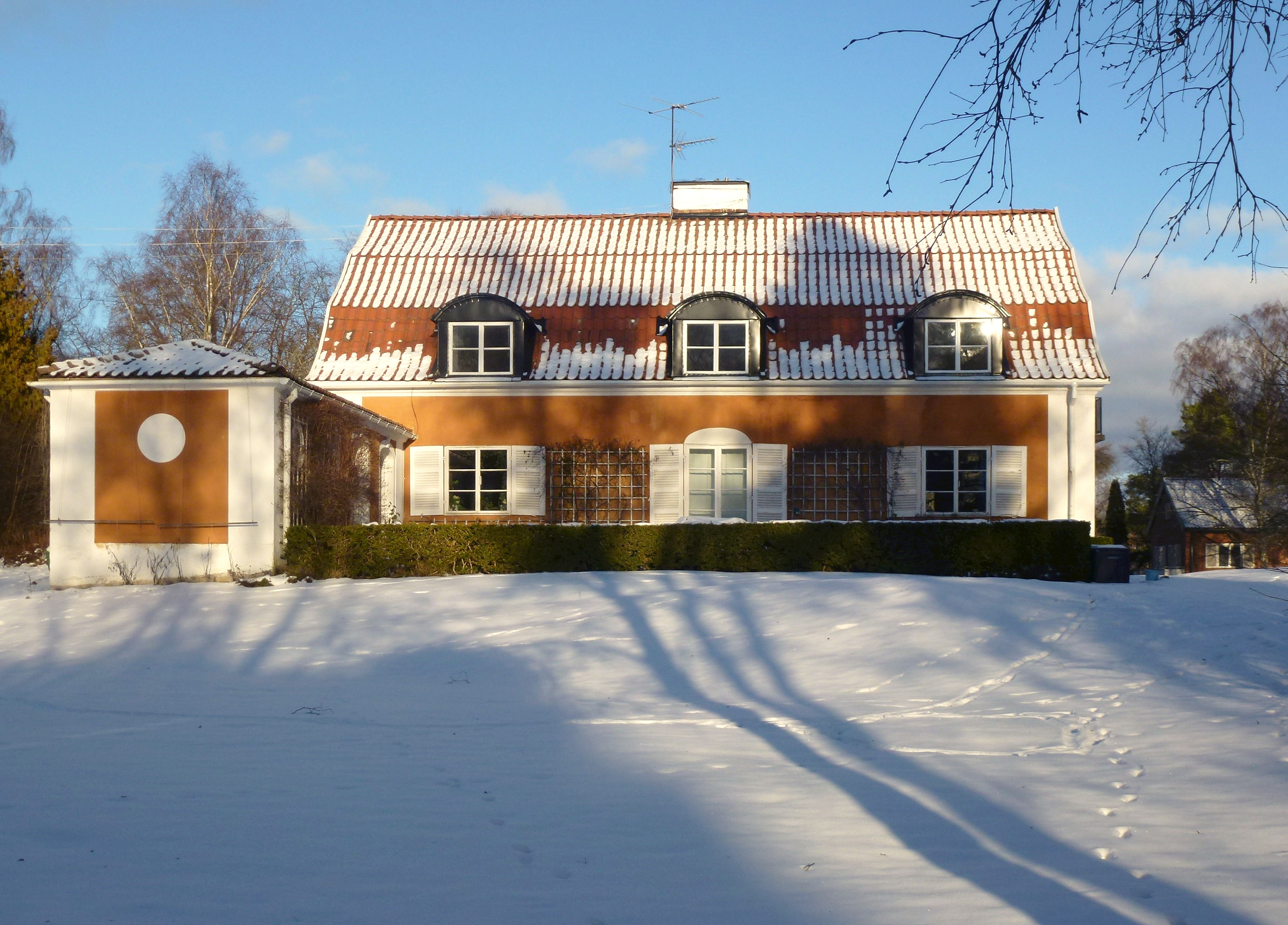
Yggdrasil 1 (omistlig)
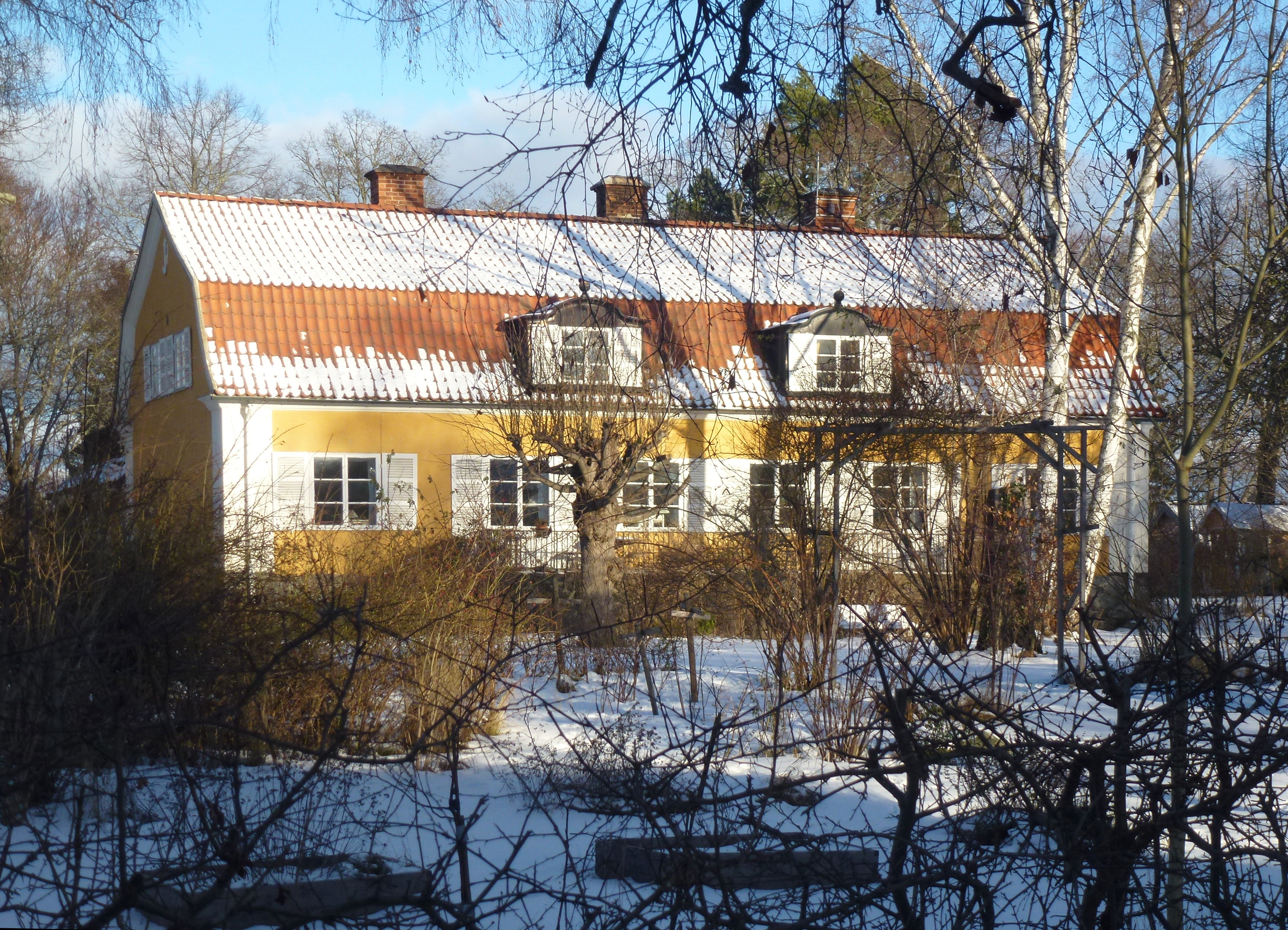
Yggdrasil 2 (omistlig)
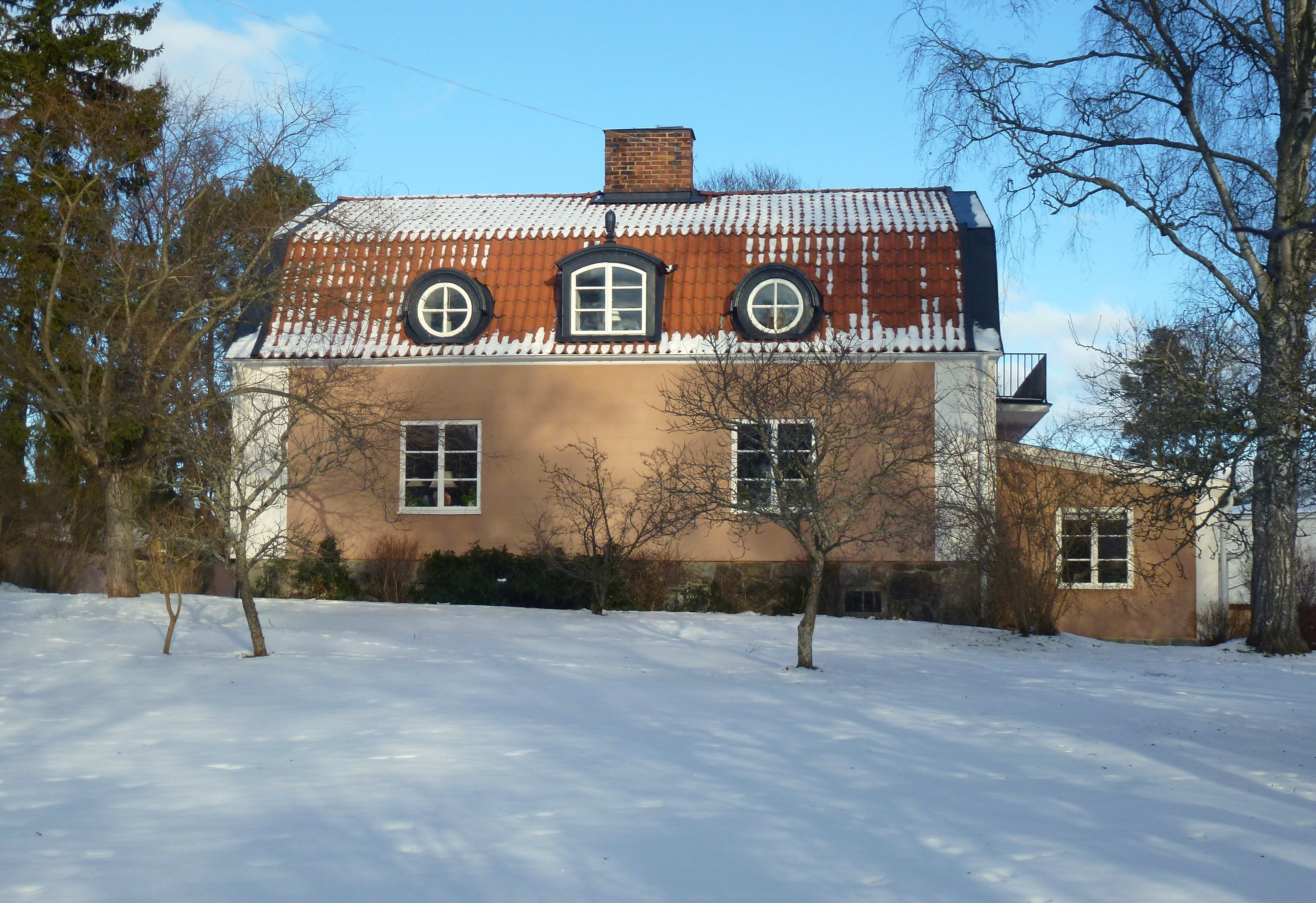
Yggdrasil 3 (värdefull)
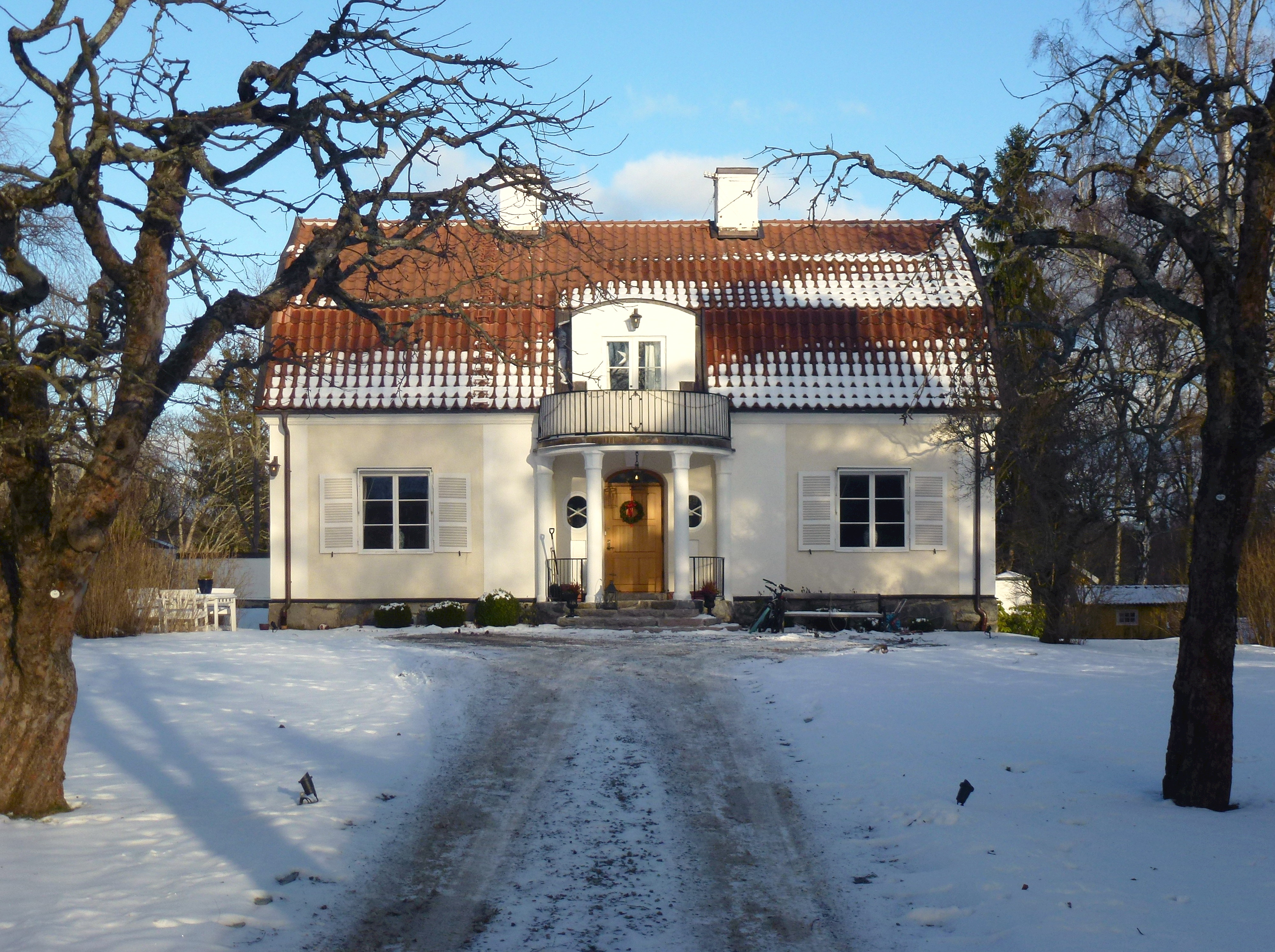
Yggdrasil 4 (värdefull)

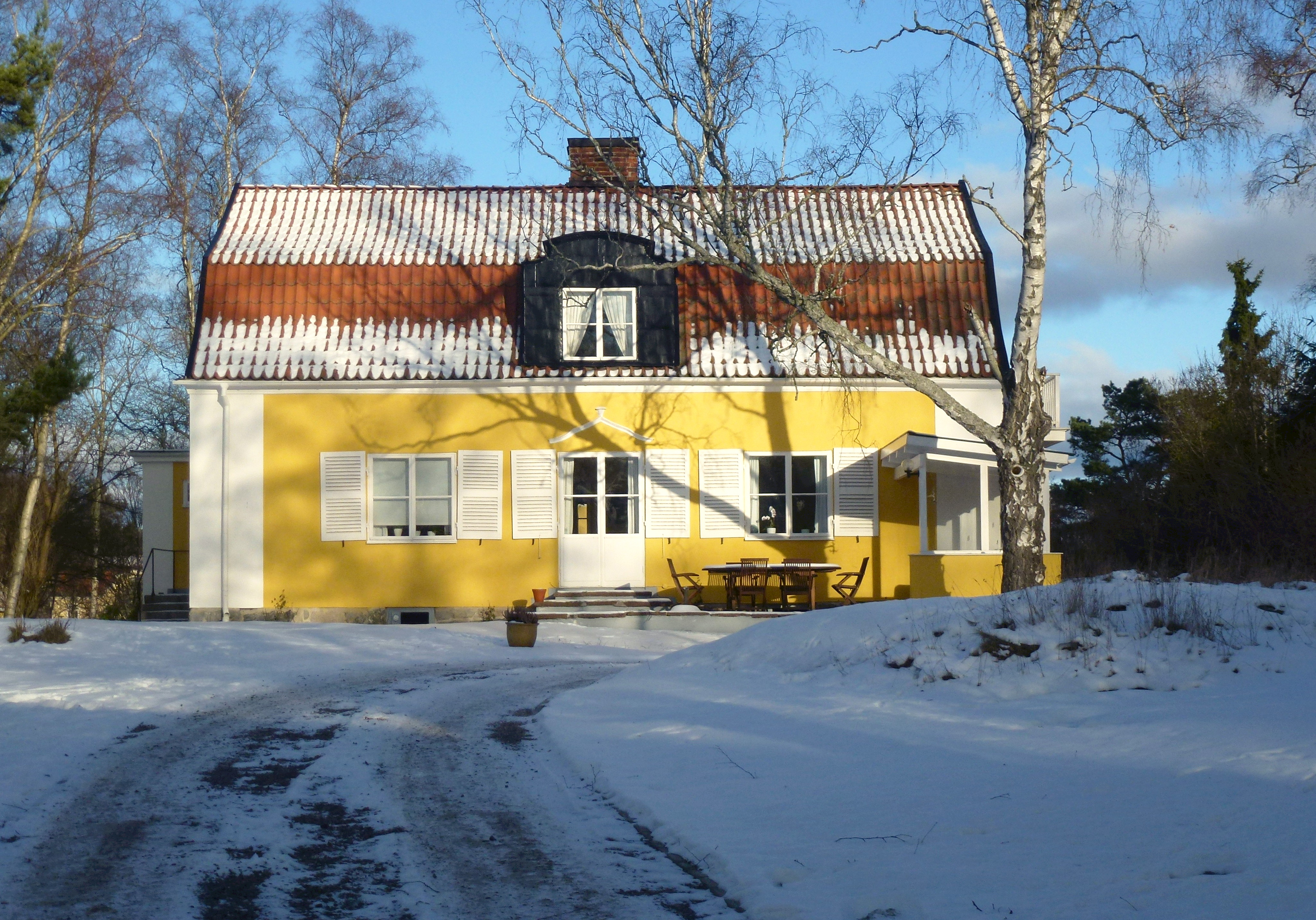
Yggdrasil 5 (värdefull)
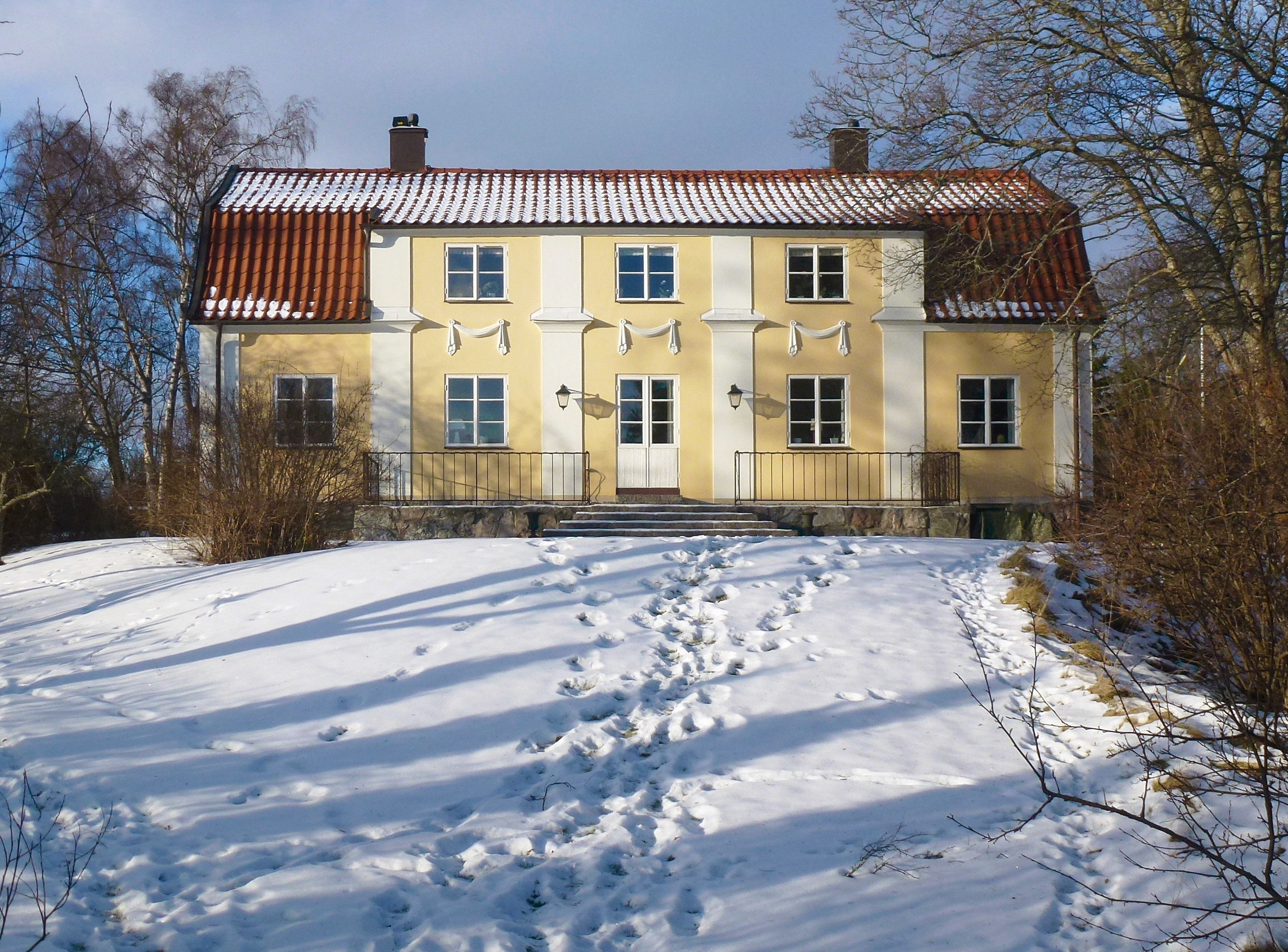
Yggdrasil 6 (omistlig)
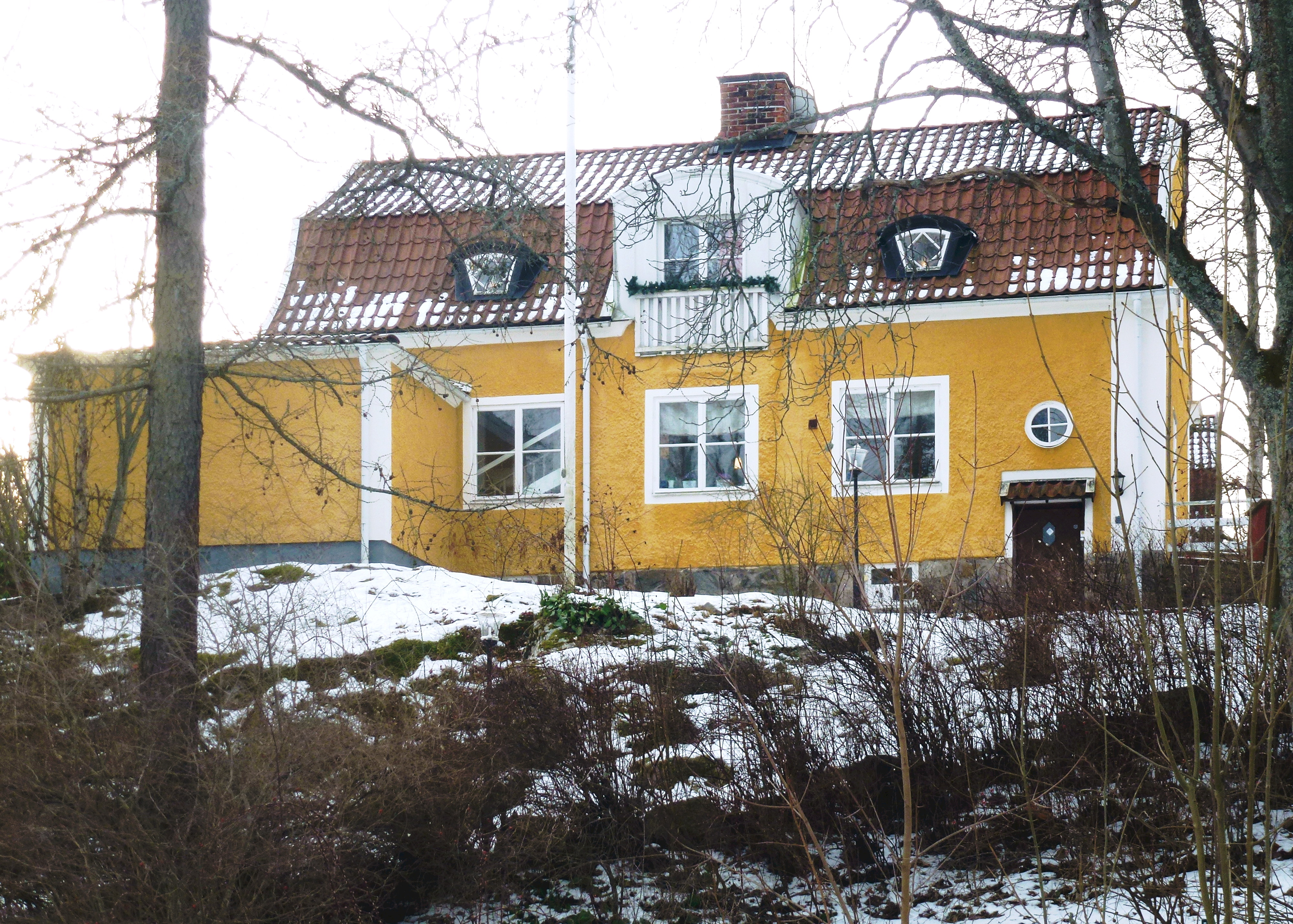
Yggdrasil 7 (värdefull)